# NGC 670
NGC 670 (również PGC 6570 lub UGC 1250) – galaktyka soczewkowata (S0), znajdująca się w gwiazdozbiorze Trójkąta. Odkrył ją William Herschel 26 października 1786 roku.